# Председништво САП Војводине
Председништво Социјалистичке Аутономне Покрајине Војводине био је назив за колективни орган управљања у Социјалистичкој Аутономној Покрајини Војводини, једној од две аутономне покрајине у саставу Социјалистичке Републике Србије, од 1974. до 1991. године. 
Аутономна Покрајина Војводина формирана је јула 1945, а највишу функцију у покрајини вршио је председник Главног Народноослободилачког одбора Војводине, односно председник Народне скупштине Војводине. Усвајањем Устава САП Војводине 28. фебруара 1974. уведена је функција Председништва САП Војводине, по узору на Председништво СФРЈ и председништва у социјалистичким републикама. 
Укинуто је доношењем Устава Републике Србије 28. септембра 1990, а постојало је да постоји 1991. након формирања нове власти на првим вишепартијским изборима.
Према Уставу Војводине, Председништво је могло да има 13 чланова — 11 које је бирала Скупштина и два по положају — председник Скупштине САП Војводине и председник Покрајинског комитета Савеза комуниста Војводине (до 1988). У периоду од 1974. до 1991. на челу Председништва САП Војводине налазило се шест председника.

## Списак председника Председништва
| председништво       | број                  | име и презиме         | почетак мандата    | крај мандата       | напомена                                                  |
| ------------------- | --------------------- | --------------------- | ------------------ | ------------------ | --------------------------------------------------------- |
| 1 мандат 1974—1978. | 1                     | Радован Влајковић     | мај 1974.          | мај 1978.          |                                                           |
| 2 мандат 1978—1982. | 1                     | Радован Влајковић     | мај 1978.          | 16. новембар 1981. | Изабран на функцију члана Председништва СФРЈ из Војводине |
| 2 мандат 1978—1982. | 2                     | Предраг Владисављевић | 16. новембар 1981. | 5. мај 1982.       |                                                           |
| 3 мандат 1982—1986. |                       |                       |                    |                    |                                                           |
| 3                   | Данило Кекић          | 5. мај 1982.          | 5. мај 1983.       |                    |                                                           |
| 4                   | Ђорђе Радосављевић    | 4. мај 1983.          | 4. мај 1984.       |                    |                                                           |
| 5                   | Нандор Мајор          | 4. мај 1984.          | 7. мај 1985.       |                    |                                                           |
| 6                   | Предраг Владисављевић | 7. мај 1985.          | 5. мај 1986.       |                    |                                                           |
| 4 мандат 1986—1989. |                       |                       |                    |                    |                                                           |
| 7                   | Ђорђе Радосављевић    | 5. мај 1986.          | 5. мај 1987.       |                    |                                                           |
| 7                   | Ђорђе Радосављевић    | 5. мај 1987.          | 5. мај 1988.       |                    |                                                           |
| 8                   | Нандор Мајор          | 5. мај 1988.          | 6. октобар 1988.   | поднео оставку     |                                                           |
| /                   | Милева Џакулин        | 24. октобар 1988.     | 26. април 1989.    | вршилац дужности   |                                                           |
| 9                   | Југослав Костић       | 26. април 1989.       | 4. децембар 1989.  |                    |                                                           |
| 9                   | Југослав Костић       | 5 мандат 1989—1991.   | 4. децембар 1989.  | 16. мај 1991.      | Изабран на функцију члана Председништва СФРЈ из Војводине |

## Чланови Председништва САП Војводине

### 1974—1978.
| Председништво САП Војводине изабрано маја 1974. | Председништво САП Војводине изабрано маја 1974. | Председништво САП Војводине изабрано маја 1974. | Председништво САП Војводине изабрано маја 1974. |
| члан                                            | име и презиме                                   | функција                                        | напомена                                        |
| ----------------------------------------------- | ----------------------------------------------- | ----------------------------------------------- | ----------------------------------------------- |
| Чланови које је изабрала Скупштина              |                                                 |                                                 |                                                 |
| 1                                               | Радован Влајковић                               | председник 1974—1978.                           |                                                 |
| 2                                               | Петар Буцу                                      | члан                                            |                                                 |
| 3                                               | Славко Веселиновић                              | члан                                            |                                                 |
| 4                                               | Душан Влатковић                                 | члан                                            |                                                 |
| 5                                               | Срета Ковачевић                                 | члан                                            |                                                 |
| 6                                               | Самуел Кривак                                   | члан                                            |                                                 |
| 7                                               | Манда Топалов                                   | члан                                            |                                                 |
| 8                                               | Милан Чанак                                     | члан                                            |                                                 |
| Чланови по положају                             |                                                 |                                                 |                                                 |
| 9                                               | Вилмош Молнар                                   | председник Скупштине САП Војводине              |                                                 |
| 10                                              | Душан Алимпић                                   | председник ПК СК Војводине                      |                                                 |

      Изабрани члан
      Члан по положају

### 1978—1982.
| Председништво САП Војводине изабрано маја 1978. | Председништво САП Војводине изабрано маја 1978. | Председништво САП Војводине изабрано маја 1978. | Председништво САП Војводине изабрано маја 1978.                                 |
| члан                                            | име и презиме                                   | функција                                        | напомена                                                                        |
| ----------------------------------------------- | ----------------------------------------------- | ----------------------------------------------- | ------------------------------------------------------------------------------- |
| Чланови које је изабрала Скупштина              |                                                 |                                                 |                                                                                 |
| 1                                               | Радован Влајковић                               | председник 1978—1981.                           | члан до новембра 1981, када је изабран за члана Председништва СФРЈ из Војводине |
| 2                                               | Предраг Владисављевић                           | члан и председник 1981—1982.                    |                                                                                 |
| 3                                               | Јожеф Баби                                      | члан                                            |                                                                                 |
| 4                                               | Петар Буцу                                      | члан                                            |                                                                                 |
| 5                                               | Душан Влатковић                                 | члан                                            |                                                                                 |
| 6                                               | Мишо Вареца                                     | члан                                            |                                                                                 |
| 7                                               | Верица Дудић                                    | члан                                            |                                                                                 |
| 8                                               | Жарко Жупунски                                  | члан                                            |                                                                                 |
| 9                                               | Матија Седлак                                   | члан                                            |                                                                                 |
| 10                                              | Милан Чанак                                     | члан                                            | преминуо 30. септембра 1980.                                                    |
| Чланови по положају                             |                                                 |                                                 |                                                                                 |
| 11                                              | Вилмош Молнар                                   | председник Скупштине САП Војводине              |                                                                                 |
| 12                                              | Душан Алимпић                                   | председник ПК СК Војводине                      | од маја 1978. до априла 1981.                                                   |
| 12                                              | Бошко Крунић                                    | председник ПК СК Војводине                      | од априла 1981. до априла 1982.                                                 |

      Изабрани члан
      Члан по положају

### 1982—1986.
| Председништво САП Војводине изабрано 5. маја 1982. | Председништво САП Војводине изабрано 5. маја 1982. | Председништво САП Војводине изабрано 5. маја 1982. | Председништво САП Војводине изабрано 5. маја 1982. |
| члан                                               | име и презиме                                      | функција                                           | напомена                                           |
| -------------------------------------------------- | -------------------------------------------------- | -------------------------------------------------- | -------------------------------------------------- |
| Чланови које је изабрала Скупштина                 |                                                    |                                                    |                                                    |
| 1                                                  | Данило Кекић                                       | члан и председник 1982—1983.                       |                                                    |
| 2                                                  | Ђорђе Радосављевић                                 | члан и председник 1983—1984.                       |                                                    |
| 3                                                  | Нандор Мајор                                       | члан и председник 1984—1985.                       |                                                    |
| 4                                                  | Предраг Владисављевић                              | члан и председник 1985—1986.                       |                                                    |
| 5                                                  | Иван Врачарић                                      | члан                                               |                                                    |
| 6                                                  | Марија Звекић Мишколци                             | члан                                               |                                                    |
| 7                                                  | Верица Дудић                                       | члан                                               |                                                    |
| 8                                                  | Јан Ширка                                          | члан                                               |                                                    |
| Чланови по положају                                |                                                    |                                                    |                                                    |
| 9                                                  | Марко Ђуричин                                      | председник ПК СК Војводине                         | од маја 1982. до априла 1983.                      |
| 9                                                  | Славко Веселинов                                   | председник ПК СК Војводине                         | априла 1983. до априла 1984.                       |
| 9                                                  | Бошко Крунић                                       | председник ПК СК Војводине                         | априла 1984. до априла 1985.                       |
| 9                                                  | Ђорђе Стојшић                                      | председник ПК СК Војводине                         | априла 1985. до априла 1986.                       |

      Изабрани члан
      Члан по положају

### 1986—1989.
| Председништво САП Војводине изабрано 5. маја 1986. | Председништво САП Војводине изабрано 5. маја 1986. | Председништво САП Војводине изабрано 5. маја 1986. | Председништво САП Војводине изабрано 5. маја 1986.            |
| члан                                               | име и презиме                                      | функција                                           | напомена                                                      |
| -------------------------------------------------- | -------------------------------------------------- | -------------------------------------------------- | ------------------------------------------------------------- |
| Чланови које је изабрала Скупштина                 |                                                    |                                                    |                                                               |
| 1                                                  | Ђорђе Радосављевић                                 | члан и председник 1986—1988.                       | члан до 24. октобра 1988, када је подено оставку на чланство  |
| 1                                                  | Југослав Костић                                    | члан и председник 1989.                            | члан од 24. фебруара 1989.                                    |
| 2                                                  | Нандор Мајор                                       | члан и председник 1988.                            | члан до 17. новембра 1988, када је подено оставку на чланство |
| 2                                                  | Јанош Месарош                                      | члан                                               | члан од 24. фебруара 1989.                                    |
| 3                                                  | Живко Благојев                                     | члан                                               | члан до 24. октобра 1988, када је подено оставку на чланство  |
| 3                                                  | Томислав Војводић                                  | члан                                               | члан од 24. фебруара 1989.                                    |
| 4                                                  | Славко Веселинов                                   | члан                                               | члан до 24. октобра 1988, када је подено оставку на чланство  |
| 4                                                  | Павле Франета                                      | члан                                               | члан од 14. априла 1989.                                      |
| 5                                                  | Стипан Копиловић                                   | члан                                               | члан до 1. јуна 1989, када је отишао у пензију                |
| 5                                                  | Јан Марко                                          | члан                                               | члан до 24. октобра 1989, када је подено оставку на чланство  |
| 7                                                  | Милева Џакулин                                     | члан                                               | члан до 23. маја 1989, када је поденла оставку                |
| 8                                                  | Тихомир Шуваков                                    | члан                                               | члан до 24. октобра 1989, када је подено оставку на чланство  |
| Чланови по положају                                |                                                    |                                                    |                                                               |
| 9                                                  | Ђорђе Стојшић                                      | председник ПК СК Војводине                         | од 6. маја 1986. до априла 1988.                              |
| 9                                                  | Милован Шогоров                                    | председник ПК СК Војводине                         | априла до 7. октобра 1988.                                    |
| 9                                                  | Богосав Ковачевић                                  | председник ПК СК Војводине                         | од 14. новембра 1988. до 1989.                                |

      Изабрани члан
      Члан по положају
| Председништво САП Војводине изабрано 4. децембра 1989. | Председништво САП Војводине изабрано 4. децембра 1989. | Председништво САП Војводине изабрано 4. децембра 1989. | Председништво САП Војводине изабрано 4. децембра 1989. |
| члан                                                   | име и презиме                                          | функција                                               | напомена                                               |
| ------------------------------------------------------ | ------------------------------------------------------ | ------------------------------------------------------ | ------------------------------------------------------ |
| Чланови које је изабрала Скупштина                     |                                                        |                                                        |                                                        |
| 1                                                      | Југослав Костић                                        | члан и председник 1989—1991.                           |                                                        |
| 2                                                      | Томислав Војводић                                      | члан                                                   |                                                        |
| 3                                                      | Саво Иванчевић                                         | члан                                                   |                                                        |
| 4                                                      | Иван Јарамазовић                                       | члан                                                   |                                                        |
| 5                                                      | Мирко Ступар                                           | члан                                                   |                                                        |